# José María Bruguez

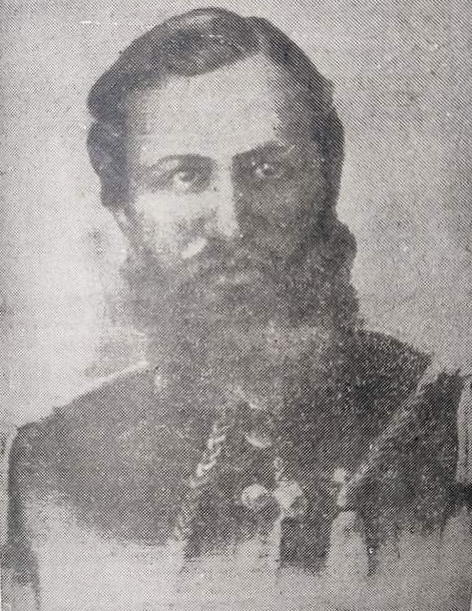
José María Bruguez

José María Bruguez (1827-1868) foi um general paraguaio na Guerra do Paraguai. Destacou-se como um dos mais importantes generais paraguaios na guerra, sendo reconhecido por seus serviços de artilharia em combates navais. Faleceu durante o Massacre de San Fernando em 1868, após o presidente Francisco Solano López acusá-lo de conspirar contra ele.

## Início da Carreira Militar
Bruguez nasceu em Assunção, em 1827. Alistou-se no Exército Paraguaio em 1845, sendo designado para os regimentos de artilharia. Entre 1852 e 1854, foi promovido a Tenente enquanto participava de aulas militares profissionalizantes ministradas por João Carlos de Villagran Cabrita, sendo considerado seu melhor aluno. Em 1862, foi encarregado dos sistemas ferroviários dentro do Paraguai e promovido a Major, sendo também designado chefe da Estação Central.

## Guerra do Paraguai
Com a eclosão da Guerra do Paraguai, Bruguez participou da captura do vapor Marquês de Olinda, direcionando suas baterias de artilharia diretamente contra o navio, o que o fez naufragar. Em seguida, participou da Batalha de Riachuelo, onde fustigou a Armada Imperial Brasileira com sua artilharia, matando 12 homens.  Foi condecorado com o grau de Comendador da Ordem Nacional de Mérito em 17 de junho de 1865, por seus serviços na batalha. Continuou a servir durante a campanha de Corrientes, na Batalha de Paso de Mercedes, onde tentou impedir a passagem da frota brasileira pelo Rio Paraná. Após perder a batalha, tentou impedir que as forças aliadas cortassem os suprimentos paraguaios na Batalha de Paso de Cuevas.
Já Coronel em 1866, participou das batalhas de Estero Bellaco e Tuyutí, sendo promovido a General em 25 de maio.  Foi também relatado que, durante a Batalha do Banco Purutué, Bruguez matou seu antigo professor, Villagran Cabrita, com uma granada lançada contra ele. Após lutar nas batalhas de Boquerón e na Segunda Batalha de Tuyutí, Bruguez foi executado em 26 de agosto de 1868, durante o Massacre de San Fernando em 1868, pelo Presidente Francisco Solano López, juntamente com vários outros oficiais que López acreditava estarem planejando derrubá-lo.